# Agrotis luteago
Agrotis luteago là một loài bướm đêm trong họ Noctuidae.